# Brigitte Adler
Brigitte Adler (* 22. Juni 1944 in Drangstedt; † 25. Oktober 2004 in Würzburg) war eine deutsche Lehrerin und Politikerin (SPD). Von 1987 bis 2002 war sie Mitglied des Deutschen Bundestags.

## Leben
Nach der Mittleren Reife machte Brigitte Adler eine Banklehre und war fünf Jahre in diesem Beruf tätig. Über den Zweiten Bildungsweg machte sie eine Eignungsprüfung an der Pädagogischen Hochschule Heidelberg und wurde Grund- und Hauptschullehrerin. Am Reallehrerinstitut Weingarten machte sie ihren Abschluss zur Reallehrerin. Anschließend war sie an verschiedenen Realschulen als Lehrerin tätig.
Im Oktober 2004 starb sie im Alter von 60 Jahren in Würzburg.

## Politische Tätigkeit
Brigitte Adler war seit 1970 Mitglied der SPD. Zwischen 1975 und 1984 war sie Gemeinderätin in Mauer, Baden-Württemberg. Von April 1980 bis Februar 1987 war sie außerdem für den Wahlkreis Sinsheim Mitglied des Landtags von Baden-Württemberg. Ihr Nachfolger wurde Helmut Göschel.
Bei der Bundestagswahl 1987 zog sie auf der Landesliste Baden-Württemberg in den Deutschen Bundestag. Gleiches gelang ihr bei der Bundestagswahl 1990 und 1994. In der Legislaturperiode 1994–1998 war sie Mitglied und Schriftführerin des Ausschusses für wirtschaftliche Zusammenarbeit und Entwicklung sowie stellvertretendes Mitglied im Ausschuss für Ernährung, Landwirtschaft und Forsten.
Bei der Bundestagswahl 1998 zum 14. Bundestag kandidierte sie für das Direktmandat im Wahlkreis 181 (Odenwald, Tauber), unterlag aber ihrem Mitbewerber Siegfried Hornung (CDU) und zog wiederum über die Landesliste in den Bundestag ein. Hier war sie nun stellvertretende Vorsitzende des Ausschusses für wirtschaftliche Zusammenarbeit und Entwicklung.
Bei der Bundestagswahl 2002 kandidierte sie erneut, verfehlte aber aufgrund eines zu schlechten Listenplatzes den Einzug.